# Anolis darlingtoni
Anolis darlingtoni är en ödleart som beskrevs av  Cochran 1935. Anolis darlingtoni ingår i släktet anolisar, och familjen Polychrotidae. Inga underarter finns listade i Catalogue of Life.